# Си Си Ейч Паундър
Карол Кристин Хилария Паундър (на английски: Carol Christine Hilaria Pounder) е американска актриса.

## Биография и творчество
Карол Паундър е родена на 25 декември 1952 г. в Гвиана. Участва в безброй филми, телевизионни филми, минисериали и пиеси, а също така е гостувала в познати сериали.
Дебютира в киното с малка роля във филма „Ах, този джаз“ през 1979 г.
От 2002 до 2008 г. играе детектив Клодет Уимс в полицейската драма на FX „Щитът“. През 2009 г. играе Моат във филма на Джеймс Камерън „Аватар“. Измежду другите ѝ роли са Г-жа Айрин Фредрик в „Хранилище 13“ (роля която играе до финалния епизод на 19 май 2014 г.) и областен прокурор Тайн Патерсън в сериала на FX „Синове на анархията“. Играе Д-р Лорета Уейд в „От местопрестъплението: Ню Орлиънс“.

## Частична филмография

### Филми
| Година | Име                            | Роля            | Бележки |
| ------ | ------------------------------ | --------------- | ------- |
| 1979   | Ах, този джаз                  | Сестра Блейк    |         |
| 1985   | Честта на фамилията Прици      | Пийчес Алтамонт |         |
| 1993   | Робокоп 3                      | Бърта           |         |
| 1996   | Аладин и царят на разбойниците | Оракул          | Глас    |
| 2001   | Бойкот                         | Джо Ан Робинсън |         |
| 2009   | Сираче                         | Сестра Абигейл  |         |
| 2009   | Аватар                         | Мо'ат           |         |
| 2019   | Годзила: Кралят на чудовищата  | Сенатор Уилямс  |         |
| 2022   | Аватар: Природата на водата    | Моат            |         |

### Сериали
| Година    | Име                                   | Роля               | Бележки                                                                                   |
| --------- | ------------------------------------- | ------------------ | ----------------------------------------------------------------------------------------- |
| 1985      | American Playhouse                    | Дебора             | Епизод: "Go Tell It on the Mountain"                                                      |
| 1986      | Кагни и Лейси                         | Тимънс             | Епизод: "Disenfranchised"                                                                 |
| 1987–1988 | Жени в затвора                        | Доун Мъри          |                                                                                           |
| 1994      | Досиетата Х                           | Агент Луси Кацдийн | Епизод: "Dwayne Barry", Номинирана – Еми за изключителна гост актриса в драматичен сериал |
| 1994-1997 | Спешно отделение                      | Д-р Анджела Хикс   | Номинирана – Еми за най-добра поддържаща женска роля в драматичен сериал                  |
| 1996–1998 | Милениум                              | Шерил Андрюс       |                                                                                           |
| 1998      | Истерия!                              | Хариет Тъбман      | Епизод: "General Sherman's Campsite", Глас                                                |
| 2002–2008 | Щитът                                 | Клодет Уимс        | Номинирана – Еми за най-добра поддържаща женска роля в драматичен сериал                  |
| 2004-2006 | Лигата на справедливостта без граници | Аманда Уолър       | Глас                                                                                      |
| 2006      | Уич                                   | Кадма              | 3 епизода                                                                                 |
| 2011      | Отмъщението                           | Шарън Стайлс       | 2 епизода                                                                                 |
| 2013–2014 | Синове на анархията                   | Тайн Патерсън      |                                                                                           |
| 2014      | Пазете се от Батман                   | Кмета Грейндж      | 2 епизода, Глас                                                                           |
| 2014–2021 | От местопрестъплението: Ню Орлиънс    | Лорета Уейд        |                                                                                           |
| 2015      | Арчър                                 | Клодет Кейн        | Епизод: "The Kanes", Глас                                                                 |
| 2018      | Пазител на Лъвските земи              | Конгуе             | Епизод: "The Wisdom of Kongwe", Глас                                                      |